# Jean-Baptiste Cotelier
Jean-Baptiste Cotelier, també conegut com a Cotelerius (Nimes, desembre de 1629-París, 19 d'agost de 1686), va ser un teòleg i erudit patrístic francès.

## Biografia
Va ser educat pel seu pare personalment, un sacerdot protestant, més tard convertit al catolicisme. El seu aprenentatge en matèria religiosa va ser ràpid, ben aviat va saber interpretar la Bíblia en els seus originals hebreu i grec davant l'Assemblea General del clergat francès a Nantes el 1641. En aquella ocasió va demostrar també domini en matemàtiques i va causar tal impressió, que s'augmentà la pensió del seu pare de 600 a 1000 lliures, a més de 300 per a la compra de llibres. Entre 1641 i 1647 Cotelier cursà estudis de teologia a París, on va esdevenir un estudiant brillant, i va tenir l'oportunitat de ser presentant davant del rei Lluís XIV el 1644. El 1647 es va graduar en batxiller de teologia a la Sorbona, i va esdevenir-ne membre el 1648, però mai va arribar a ser ordenat sacerdot. El 1654 va acompanyar al bisbe de Metz Georges d'Aubusson de La Feuillade a la seva diòcesi i va esdevenir-ne el seu conseller. Anys més tarde, el 1659, va tornar a la capital francesa i es va dedicar de nou als estudis. Va ser comissionat del ministre Colbert el 1667, juntament amb el filòleg Du Cange, per investigar i catalogar els manuscrits grecs de la Biblioteca Reial. El 1676 va ser nomenat professor de llengua grega en el Collège Royal de París.

## Obres
Cotelier va ser un erudit extremadament precís, i sempre a ser de caràcter modest, reservat i d'amable disposició. A banda de les obres següents, va deixar nombrosos volums de manuscrits, que tracten principalment de l'antiguitat cristiana, actualment conservats a la Biblioteca Nacional de França. Les seves obres publicades són:
- Homiliæ quatuor in Psalmos et interpretatio prophetiæ Danielis, græce et latine (París, 1661). Homilies inèdites atribuïdes per Cotelier a sant Joan Crisòstom. Altres autors, per la diversitat d'estils tenen altres opinions.
- SS. Patrum qui temporibus apostolicis floruerunt, Barnabæ, Clementis, Hermaæ, Ignatii, Polycarpi opera edita et non edita, vera et supposita, græce et latine, cum notis (París, 1672). Principal treball de Cotelier, el títol del qual va derivar en la designació de pares apostòlics dels primers escriptors cristians. La majoria de còpies van cremar-se a l'incendi del col·legi de Montaigu. Posteriorment se n'han publicat edicions revisades per Jean Leclerc i Jacques Paul Migne.
- Ecclesiæ Græcæ Monumenta, græce et latine (París, 1677, 1681, 1686). El tercer volum d'aquesta sèrie va ser publicada dos dies abans de la mort de Cotelier. El material recollit pel quart volum va ser editat el 1688 pels mauristes, i és coneguda pel nom d'Analecta Græca.